# Helena Flam
Helena Flam (* 2. Mai 1951) ist eine schwedische Soziologin und emeritierte Professorin an der Universität Leipzig.

## Leben
Flam emigrierte 1969 aus Polen nach Schweden. Nach dem ersten Studienabschluss in Soziologie an der Universität Lund im Jahr 1975 wurde Flam 1982 an der Columbia University zum Ph.D. promoviert. Es folgten Forschungen an der Universität Uppsala und am Max-Planck-Institut für Gesellschaftsforschung in Köln und eine Tätigkeit an der Universität Konstanz. Seit 1993 lehrt Helena Flam Soziologie an der Universität Leipzig.
Ihre Arbeitsschwerpunkte sind: Soziologie der Emotionen, Politische Soziologie, Soziologie sozialer Bewegungen, Historische Soziologie und Wirtschaftssoziologie.
Neben den beiden bedeutsamsten soziologischen akteurstheoretischen Handlungsmodellen Homo Oeconomicus und Homo Sociologicus hat Helena Flam als weiteres Handlungsmodell das Modell des Emotional Man ausgearbeitet.

## Schriften (Auswahl)
- Mosaic of fear. East European Monographs, Boulder 1998
- Soziologie der Emotionen. UVK, Konstanz 2002, ISBN 3-8252-2359-0.
- Migranten in Deutschland. UVK, Konstanz 2007
- mit Debra King: Emotions and Social Movements. Routledge, 2008
- mit Jochen Kleres: Methods of Exploring Emotions. Routledge, 2015
- Juristische Expertise zwischen Profession und Protest. Nomos, Baden-Baden 2020, ISBN 978-3-8487-6586-7, S. 195–225, doi:10.5771/9783748906629-195 (nomos-elibrary.de).